# Aglaophamus posterobranchus
Aglaophamus posterobranchus är en ringmaskart som beskrevs av Hartman 1967. Aglaophamus posterobranchus ingår i släktet Aglaophamus och familjen Nephtyidae. Inga underarter finns listade i Catalogue of Life.